# Ji Seung-hyun
Ji Seung-hyun (en hangul, 지승현; hanja: 池承炫; RR: Ji Seung-hyeon; 19 de diciembre de 1981) es un actor surcoreano.

## Biografía
Estudió lengua y literatura inglesa en la Universidad de Kyung Hee (Kyung Hee University (KHU))

## Carrera
Es miembro de la agencia Jung Entertainment (바를정엔터테인먼트).

## Filmografía

### Series de televisión
| Año     | Título                                        | Papel                          | Canal        | Ref.                 |
| ------- | --------------------------------------------- | ------------------------------ | ------------ | -------------------- |
| 2010    | OB & GY                                       | Camafeo                        | SBS          |                      |
| 2016    | Descendientes del sol                         | Ahn Jung-joon                  | KBS2         |                      |
| 2016    | Los caballeros de Wolgyesu Tailor Shop        | Hong Gi-pyo                    | KBS2         |                      |
| 2017    | Juez vs Juez                                  | Choi Kyung-ho                  | SBS          | [ 3 ]                |
| 2018    | Sr. sol                                       | Song Young                     | tvN          |                      |
| 2018    | The Undateables                               | Kang Dol-jin                   | SBS          | [ 4 ]                |
| 2018    | Preciosamente horrible                        | Sa Dong Chul                   | KBS2         | [ 5 ]                |
| 2019    | Búsqueda: WWW                                 | Oh Jin-woo                     | tvN          |                      |
| 2019    | Mi país                                       | Parque Chi-do                  | JTBC         |                      |
| 2020    | Team Bulldog: Investigación fuera de servicio | Tak-won                        | OCN          |                      |
| 2020    | The Good Detective                            | Kim Shin-chul                  | JTBC         |                      |
| 2021    | Love Scene Number                             | Woo Woon-bum                   | MBC          |                      |
| 2021    | Hello, Me! (Hello? It’s Me!)                  | Yang Do-yoon                   | KBS2         | [ 6 ]                |
| 2021    | You Are My Spring                             | Seo Ha-neul                    | tvN, Netflix |                      |
| 2021    | Jirisan                                       | Kim Nam-shik                   | tvN          |                      |
| 2022    | It's Beautiful Now                            | Lee Kyung-cheol (adulto joven) | KBS2         | [ 7 ]                |
| 2022    | Why Her                                       | Choi Joo-wan                   | SBS          |                      |
| 2022    | Curtain Call                                  | Park Se-jun                    | KBS2         | [ 8 ]                |
| 2023    | My Dearest                                    | Gu Won-moo                     | MBC          | [ 9 ]                |
| 2023    | The Escape of the Seven                       | Um Ji-man                      | SBS          | [ 10 ] [ 11 ]        |
| 2023-24 | Goryeo-Khitan War                             | Yang Gyu                       | KBS2         | [ 11 ] [ 12 ]        |
| 2024    | Good Partner                                  | Kim Ji-sang                    | SBS          | [ 13 ] [ 14 ] [ 15 ] |
| 2024    | Gangnam, bajos fondos                         | Lee Kang-soo                   | Disney+      | [ 16 ]               |

### Películas
| Año  | Título                                    | Papel                    |
| ---- | ----------------------------------------- | ------------------------ |
| 2008 | El sueño de un ganso                      | Tae-gyun                 |
| 2009 | Deseo                                     | Kim Jung-wan             |
| 2011 | Detective K: secreto de la viuda virtuosa | Inn man 3                |
| 2013 | Miss Cherry's Love Puzzle                 | Lee Gil-joon             |
| 2013 | Amigo: el gran legado                     | joven Hyung-doo          |
| 2014 | El estafador                              | Detective 1              |
| 2015 | El descarado                              | CEO del centro comercial |
| 2017 | Persona ordinaria                         | Park Dong-gyu            |
| 2017 | Espadachín                                |                          |
| 2019 | Svaha: el sexto dedo                      |                          |

### Programas de variedades
| Año  | Título      | Notas    |
| ---- | ----------- | -------- |
| 2020 | Running Man | invitado |